# Aspergillus raperi
Aspergillus raperi är en svampart som beskrevs av Stolk & J.A. Mey. 1957. Aspergillus raperi ingår i släktet Aspergillus och familjen Trichocomaceae.   Inga underarter finns listade i Catalogue of Life.